# Wrociszów (gromada)
Wrociszów – dawna gromada, czyli najmniejsza jednostka podziału terytorialnego Polskiej Rzeczypospolitej Ludowej w latach 1954–1972.
Gromady, z gromadzkimi radami narodowymi (GRN) jako organami władzy najniższego stopnia na wsi, funkcjonowały od reformy reorganizującej administrację wiejską przeprowadzonej jesienią 1954 do momentu ich zniesienia z dniem 1 stycznia 1973, tym samym wypierając organizację gminną w latach 1954–1972.
Gromadę Wrociszów z siedzibą GRN we Wrociszowie utworzono – jako jedną z 8759 gromad na obszarze Polski – w powiecie nowosolskim w woj. zielonogórskim na mocy uchwały nr V/18/54 WRN w Zielonej Górze z dnia 5 października 1954. W skład jednostki weszły obszary dotychczasowych gromad Wrociszów, Drwalewice, Lubieszów, Rudno i Sokołów ze zniesionej gminy Wrociszów w tymże powiecie. Dla gromady ustalono 14 członków gromadzkiej rady narodowej.
1 stycznia 1959 do gromady Wrociszów włączono przysiółek Słocina (należący do wsi Studzieniec) z gromady Studzieniec w tymże powiece.
31 grudnia 1961 do gromady Wrociszów włączono wieś Lelechów wraz z przysiółkiem Czasław z nowo utworzonej gromady Mirocin Średni w tymże powiecie.
Gromada przetrwała do końca 1972 roku, czyli do kolejnej reformy gminnej.